# Урвалов, Виктор Александрович
Виктор Александрович Урвалов (26 января 1928 года, Ленинград) — советский и российский историк радио, автор ряда публикаций по истории радио и телевидения.
Стал одним из главных действующих лиц в споре за первенство в изобретении радио, продвигает приоритет А. С. Попова.

## Биография
Родился 26 января 1928 года в Ленинграде. Отец был механиком типографии, мать — домашней хозяйкой. Виктор был в семье средним из пятерых детей. До войны окончил шесть классов, был эвакуирован в июле 1941 года. С лета 1943 года переведён на работу в Молотов с группой старших школьников, где работал в физической лаборатории завода № 19 имени Сталина более года.
По возвращении в Ленинград в 1944 году поступил работать на кафедру физической химии Технологического института и в радиомастерскую Научно-исследовательского минно-торпедного института. По итогам работы во время войны награждён медалью «За доблестный труд в годы Великой Отечественной войны».
С 1947 года перешёл на работу во Всесоюзный НИИ телевидения, участвовал в восстановительных работах на Ленинградском телецентре и в монтаже опытных телевизионных систем, что позже отразил в своих книгах. После службы в армии окончил заочный филологический факультет ЛГУ, во время учёбы в 1957 году был награждён медалью «В память 250-летия Ленинграда».
С 1960 года — редактор научно-технической литературы. В 1963 году подготовил исторический обзор в связи с 25-летием телевещания, и с этого момента стал заниматься историей науки и техники. С 1965 года опубликовал более 300 статей, десять книг и брошюр, часть изданий вышла в издательствах АН СССР и РАН. С 1965 по 1997 годы был начальником лаборатории информационного отдела ЦНИИ «Электрон».
В 1980 году стал руководителем Исторической секции Всесоюзного научно-технического общества радиотехники, электроники и связи (ВНТОРЭС) имени А. С. Попова в Санкт-Петербурге. 
В 1988 году награждён знаком «Почётный радист СССР».
В рамках Исторической секции была выполнена большая работа к юбилейным датам: 100-летие изобретения радио (1995) и 90-летие электронного телевидения (1997), в том числе выпущены тематические номера журнала «Радиоэлектроника и связь», представители исторической секции были приглашены в состав оргкомитетов, готовили юбилейные заседания, выступали по радио и телевидению, защищая отечественный приоритет в изобретениях.
В 1990 году в журнале Вопросы истории естествознания и техники вышла статья В. А. Урвалова в соавторстве с Д. Л. Трибельским «Изобретение радио: действительность и домыслы», которая стала одной из серьёзных публикаций о приоритете изобретения радио, отстаивающая первенство А. С. Попова с развитием позиции доклада комиссии под руководством О. Д. Хвольсона 1908 года.
В 1995 году вышла его монография «Очерки истории телевидения».

Его монография «Очерки истории телевидения» является классическим образцом вдумчивого и фундаментального исследования становления и развития данной научно-технической дисциплины. Более 20 лет она пользуется спросом в библиотеках России.
— доктор технических наук Василий Петрович Борисов, предисловие к «Манфред фон Арденне. 1907--1997: Путь ученого-энциклопедиста: От Веймарской республики до объединенной Германии» 2012
С 1994 года избран почётным членом РНТОРЭС им. А. С. Попова, в 1995 году награждён медалью «50-летие победы в Великой Отечественной войне».
С 1998 по 2008 год Урвалов — учёный секретарь Мемориального музея А. С. Попова, где им было подготовлено около 100 статей о выдающихся деятелях физики, радиоэлектроники и электросвязи для энциклопедических изданий.
В 2008 году Виктор Александрович покинул пост руководителя Исторической секции, проработав на этом месте двадцать восемь лет, в том же году он был награждён медалью имени А. И. Берга (учреждена Академией инженерных наук) за достижения в области истории радиотехники, телевидения и связи.
В том же году в соавторстве с Е. Н. Шошковым вышла книга «Александр Федорович Шорин (1890—1941)», которая получила хорошую оценку в статье Владимира Григорьевича Маковеева, опубликованной в журнале «Broadcasting. Телевидение и радиовещание», № 2 за 2008 год.